# (30771) 1986 PO2
(30771) 1986 PO2 est un astéroïde de la ceinture principale aréocroiseur découvert en 1986.

## Description
(30771) 1986 PO2 a été découvert le 1er août 1986 à l'observatoire Palomar, situé au nord de San Diego en Californie, par Eleanor Francis Helin.

### Caractéristiques orbitales
L'orbite de cet astéroïde est caractérisée par un demi-grand axe de 2,38 ua, un périhélie de 1,57 ua, une excentricité de 0,34 et une inclinaison de 8,29° par rapport à l'écliptique. Du fait de ces caractéristiques, à savoir un demi-grand axe inférieur à 3,2 ua et un périhélie compris entre 1,3 et 1,666 ua, il croise l'orbite de Mars et est classé, selon la JPL Small-Body Database, comme astéroïde aréocroiseur (aréo venant de Arès).

### Caractéristiques physiques
(30771) 1986 PO2 a une magnitude absolue (H) de 14,6 et un albédo estimé à 0,043.